# Contea di Meeker
La contea di Meeker (in inglese Meeker County) è una contea dello Stato del Minnesota, negli Stati Uniti. La popolazione al censimento del 2000 era di 22 644 abitanti. Il capoluogo di contea è Litchfield.